# Михаил Христович
Михаил Христович е български лекар и общественик.

## Биография
Роден е в Битоля, тогава в Османската империя, във видно семейство с албански произход. Следва медицина в Швейцария. Негова съпруга е Виктория Робева, която е дъщеря на Никола Робев от Битоля. Около 1885 година доктор Христович се установява в Солун, където с помощта на своя тъст издига „Българската болница на Христович“, както я описва Царевна Миладинова. Назначен е за екзархийски лекар в пансиона на Солунската българска девическа гимназия. Д-р Христович специализира хирургия в Париж. Почти всяка година прекарва известно време в някой медицински факултет, където опреснява познанията си, като също така ги поддържа в крак с новостите в хирургическата практика.
Христович е сред дейците Българското тайно революционно братство в Солун.
Д-р Христович посещава „Първа българска аптека“ на Иван Крайничанец, за да преглежда бедните българи от града и селата безплатно.
По спомени на дъщерята на Царевна Миладинова, Райна Алексиева-Дрангова, която е лежала в болницата на Христович като ученичка, на втория етаж на клиниката д-р Христович тайно лекува ранени български революционери.
Михаил Христович е пансионен лекар до 1905 година, когато е заместен от доктор Спиридон Казанджиев.